# La battaglia soda
(Il capitano Guzzetti al protagonista, osservando le ricchezze economiche e industriali di Pozzuoli, Capitolo VIII)
La battaglia soda è un romanzo del 1964 scritto da Luciano Bianciardi.
Quarto romanzo di Bianciardi, pubblicato due anni dopo il grande successo de La vita agra, fa parte del filone risorgimentale molto caro a Bianciardi iniziato con il saggio Da Quarto a Torino (1960) e continuato con Daghela avanti un passo! (1969).
Il libro è dedicato al garibaldino e conterraneo Giuseppe Bandi, al quale Bianciardi si è ispirato per il personaggio protagonista del romanzo.

## Edizioni
- Luciano Bianciardi, La battaglia soda, La Scala, Rizzoli, 1964.
- Luciano Bianciardi, La battaglia soda, introduzione di Emilio Tadini, I Grandi Tascabili, Bompiani, 1997,  p. 195.